# Lungotevere Dante
Il lungotevere Dante è il tratto di lungotevere che collega ponte Guglielmo Marconi al viale Guglielmo Marconi, a Roma, nel quartiere Ostiense.
Dedicato al poeta fiorentino Dante Alighieri, si trova nei pressi di alcune sedi del campus dell'Università degli Studi Roma Tre e dell'Istituto per la Cinematografia e la Televisione.
Sui due lati del lungotevere, inoltre, hanno sede decine di campi e società sportive.L'area golenale in questo tratto ospita una lussureggiante vegetazione ripariale composta principalmente da salici (Salix alba) e pioppi (Populus nigra e Populus alba) tra i quali nidificano numerosi uccelli e altre specie acquatiche.
Il lungotevere è stato istituito con delibera del consiglio comunale del 15 luglio 1965.
Si tratta della parte più meridionale del lungotevere della sponda sinistra.